# Christian Delacampagne
Christian Delacampagne, né le 23 décembre 1949 à Dakar et mort le 20 mai 2007 à Paris 14e, est un philosophe et essayiste français.

## Biographie
Christian Delacampagne est marqué par son professeur de philosophie au lycée Louis-le-Grand, Édouard Barnoin. Il poursuit par des études en philosophie l'École normale supérieure en 1969 , obtient l'agrégation de philosophie en 1972  et le doctorat d'État ès lettres et sciences humaines en 1982.
Après avoir exercé divers métiers dans divers pays (professeur de philosophie en lycée, journaliste, directeur d’Institut ou de Centre culturel français à Barcelone, Madrid, Le Caire, Tel-Aviv et attaché culturel à Boston, il s’est installé aux États-Unis en 1998. Il a été professeur d’Études françaises à Connecticut College, New London (CT) de 1998 à 2000, puis à Tufts University, Medford (MA) de 2000 à 2002 et professeur titulaire (littérature et philosophie françaises du XXe siècle) au Département de Langues et Littératures romanes de l'université Johns Hopkins, à Baltimore (Maryland), de 2001 à 2006 inclus, avant de rentrer en France.
Il a publié une trentaine d’ouvrages, dont plusieurs essais portant sur des questions de philosophie politique. Certains d'entre eux ont été traduits dans diverses langues.
Il est également l’auteur de livres écrits avec des artistes et de plusieurs centaines d’articles. Nombre de ces derniers ont paru dans Le Monde, journal auquel il a collaboré de manière régulière de 1973 à 2004. Il a également collaboré de façon occasionnelle à différents journaux et revues, principalement en France (Les Temps modernes, Critique, Cités, Études, Le Magazine littéraire, Le Nouvel Observateur), mais aussi en Espagne (El Viejo Topo, Quimera, El País, La Vanguardia, Cambio 16) et aux États-Unis (Commentary, Raw Vision, French Politics, Culture & Society, SubStance, MLN).
Il meurt le 20 mai 2007 à Paris des suites d'un cancer.

### Vie personnelle
Il est l'époux de la photographe Ariane Delacampagne.

## Œuvre
Historien des idées, il fut un auteur prolifique et inclassable. Il assigne à la philosophie la tâche de mettre en évidence les mécanismes de domination et d'oppression à travers l'Histoire. Ses recherches ont porté en particulier sur le racisme, qu'il tente de distinguer de la xénophobie, sur le « choc des civilisations », contre lequel il s'inscrivait en faux, et sur l'art, notamment la peinture et l'art brut, auquel il s'est très tôt intéressé.

## Publications
- Antipsychiatrie ou Les voies du sacré, Paris, Grasset, 1974, prix Lange de l’Académie française en 1975
- Le racisme, avec Léon Poliakov et Patrick Girard, Paris, Seghers, 1976
- Figures de l'oppression, Paris, PUF, 1977
- Ladakh, avec Gérard Busquet, Paris, Buchet-Chastel & Nouvelles frontières, 1977
- En marge : l'Occident et ses autres (ouvrage collectif), Paris, Aubier, 1978
- La louve baroque, Paris, Grasset, 1979
- Philosopher : les interrogations contemporaines : matériaux pour un enseignement (ouvrage collectif édité avec la collaboration de Robert Maggiori), Paris, Fayard, 1980
- Les aborigènes de l'Inde, avec Gérard Busquet, Paris, Arthaud, 1981
- L'invention du racisme : Antiquité et Moyen Âge, Paris, Fayard, 1983 [version remaniée d'une thèse de doctorat soutenue en 1982]
- Madrid (ouvrage collectif), Paris, Autrement, 1987
- L'aventure de la peinture moderne de Cézanne à nos jours, Paris, Mengès, 1988
- Outsiders : fous, naïfs et voyants dans la peinture moderne (1880-1960), Paris, Mengès, 1989
- Immortelle Égypte, avec des photographies d'Erich Lessing, Paris, Nathan, 1990
- Histoire de la philosophie au XXe siècle, Paris, Seuil, 1995
- Etat des Lieux avec Claude Massé, Voix éditions, 1997
- De l'indifférence : essai sur la banalisation du mal, Paris, Odile Jacob, 1998
- D'une République à l'autre : entretiens sur l'histoire et sur la politique, avec Maurice Faure, Paris, Plon, 1999
- Josep Grau-Garriga, Paris, Cercle d'Art, 2000
- Le livre dans la jarre, avec une gravure de Mario Chichorro, Perpignan, Nahuja, 2000
- Le philosophe et le tyran : histoire d'une illusion, Paris, PUF, 2000
- Philosopher, 2. Les interrogations contemporaines : matériaux pour un enseignement (ouvrage collectif édité avec la collaboration de Robert Maggiori), Paris, Fayard, 2000
- La philosophie politique aujourd'hui : idées, débats, enjeux, Paris, Seuil 2000
- Une histoire du racisme : des origines à nos jours, préface de Laure Adler, Paris, Librairie Générale Française, 2000
- Balthus : 1908-2001, Paris, Cercle d'Art, 2002
- Faut-il avoir peur de la mort ?, Paris, Louis Audibert, 2002
- Les guerres sont-elles inévitables ?, Paris, Louis Audibert, 2002
- Histoire de l'esclavage : de l'Antiquité à nos jours, Paris, Librairie générale française, 2002
- Animaux étranges et fabuleux : un bestiaire fantastique dans l'art, en collaboration avec Ariane Delacampagne, Paris, Citadelles & Mazenod, 2003
- Les animaux ont-ils des droits ?, Paris, Louis Audibert, 2003
- Islam et Occident : les raisons d'un conflit, Paris, PUF, 2003
- Apprendre à vivre ensemble : 5 essais de philosophie pour tous, Paris, Louis Audibert, 2004
- Les religions peuvent-elles être tolérantes ?, Paris, Louis Audibert, 2004
- Les arts de la chasse, Nîmes, École Supérieure des Beaux-Arts de Nîmes, 2005
- Dominique Gutherz, Lyon, Michel Chomarat, 2006
- Il faut croire en la politique, Paris, Éd. de La Martinière, 2006
- Duende : visages et voix du flamenco, avec des photographies d'Ariane Delacampagne, Apt, L'Archange minotaure, 2007
- Où est passé l'art ? : peinture, photographie et politique, 1839-2007, Paris, Éd. du Panama, 2007
- Toute la terre m'appartient : fragments d'une vie errante, Paris, Arthaud, 2007
- Noires : nouvelles ; suivi de Tina Blues : récit, Nérac, Pierre Mainard, 2010

## Distinctions

### Décoration
- Chevalier de l'ordre national du Mérite en 1995[3].

### Prix
- Prix Lange 1975[4].
- Prix Broquette-Gonin 1983[4].
- Prix du Cercle Montherlant 2003[5].
- Prix du Syndicat National des Antiquaires 2004[6].